# 勝山泰佑
勝山 泰佑（かつやま ひろすけ、1944年7月28日 - 2018年12月29日）は日本の写真家。
早稲田大学在学中、写真家・濱谷浩の助手になる。1968年、大学卒業後、フリーランスの写真家に。「アサヒグラフ」「週刊朝日」「朝日ジャーナル」「中央公論」「文芸春秋」「太陽」などの雑誌のグラビア欄に写真を発表しつづける。1978年、ボブ・ディランがはじめての日本公演をおこなった際には、その全記録を撮影し、写真はライブ版『武道館』を飾った。多くの作家や、ミュージシャンのコンサートを撮影したことで知られる。
特定の場における一日を太陽の軌跡を撮影することで「ある日、その日」を表現している。ニューヨークのワールドトレードセンター跡や広島の原爆ドーム、3.11のシンボルとなった陸前高田市の「奇跡の一本松」などで撮影。

## 経歴
- 1944年、東京生まれ。
- 1968年、フリーランスの写真家となる。
- 1978年、ボブ・ディラン日本公演全記録およびアメリカ最終ツアー撮影。
- 1991年、東京、大阪で「寂聴展」開催。
- 1995年、韓国・ソウルの真露流通センターギャラリーで写真展「海渡る恨」開催。
- 1996年、東京で写真展「海渡る恨」開催。
- 2015年、東京で写真展「Photo 50年　できごと｜ひとびと　1963―2014」開催。
- 2016年、東京で写真展「異議申し立て 1963-1971」開催。
- 2017年、東京でコラージュ展「戦略爆撃の思想」開催。

## 作品

### 写真集
- 「寂聴」（朝日新聞社、1991年）
- 「海渡る恨」（韓国・汎友社、1995年）
- 「植村家の庭園」（1998年）
- 「Photo 50年　できごと｜ひとびと　1963―2014」（寒灯舎、2015年）

## 参照
- 「勝山泰佑　ジェーン・フォンダ、ニール・ヤング、ボブ・ディラン…、時代を見つめ、人を撮り続ける」（「ぐるり」、2005年4月号、聞き手・田川律）
- 「あくまで「現場」にこだわる写真家、勝山泰佑――写真集を何度も見ているうちに、写真には写っていない異議申し立てのイメージが心のうちに立ち現れてくる」（「図書新聞」、2015年2月7日）
- 「肌で感じた50年の変遷　『できごと－ひとびと』　報道写真家　勝山　泰佑さん」（「東京新聞」、2015年2月15日）
- 「撮り続けた学生運動 写真展「異議申し立て」」（「神戸新聞」、2016年9月9日）